# Great Blue Hole

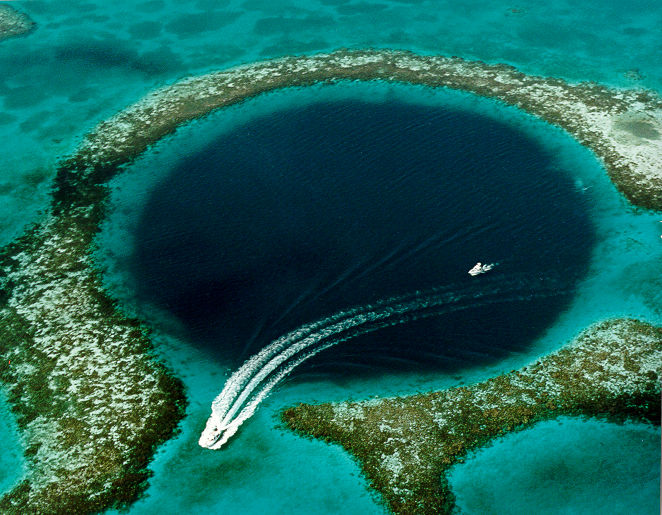
Das Great Blue Hole, September 2006

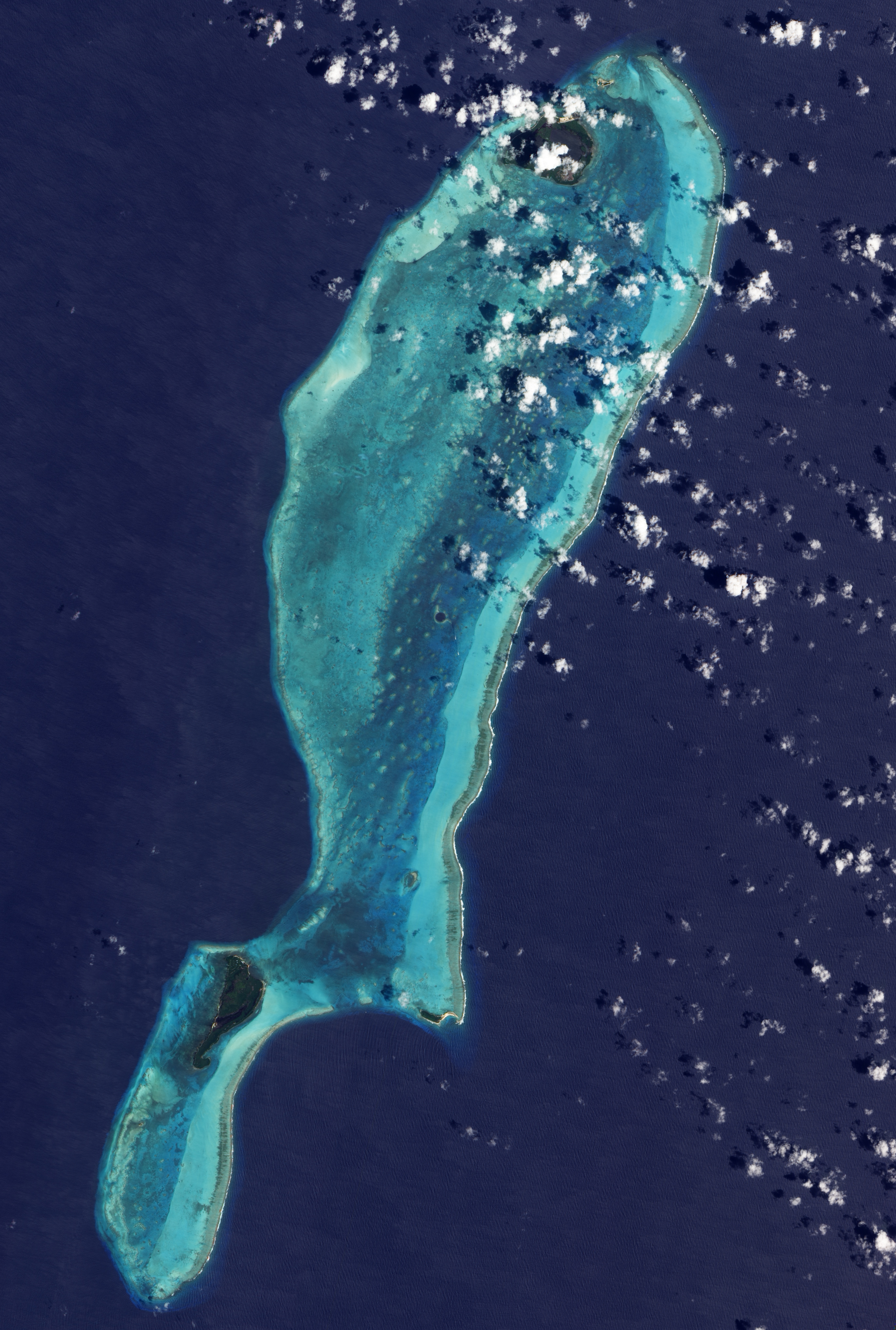
Das Great Blue Hole ist auf dem Satellitenbild des Lighthouse Reefs erkennbar

Das Great Blue Hole (englisch für ‚großes blaues Loch‘) ist eine runde unterseeische Doline vor der Küste des mittelamerikanischen Staates Belize. Das Blue Hole liegt in der Nähe des Zentrums des karibischen Lighthouse Reef, etwa 70 Kilometer von der Stadt Belize City entfernt. Aus der Luft ist es als auffallend dunkelblaue, runde Fläche des tieferen Wassers im flachen, türkisblauen Gewässer der Karibik zu erkennen. Es ist Teil des Belize Barrier Reef, dem als UNESCO-Weltnaturerbe geschützten längsten Barriereriff der nördlichen Hemisphäre.
Das Great Blue Hole ist annähernd kreisförmig, misst über 300 Meter im Durchmesser und ist bis zu 125 Meter tief. Am Ende der letzten Kaltzeit entstand es in den Kalksteinschichten und bildet einen Zugang zu einem unterirdischen Höhlensystem, welches durch den steigenden Meeresspiegel geflutet wurde. In etwa 90 Meter Tiefe befindet sich eine schwefelwasserstoffhaltige Sprungschicht.

## Unterwasserwelt
An der Südwand des Blue Hole in etwa 35 bis 40 Meter Tiefe eröffnet sich für erfahrene Taucher das unterirdische Höhlensystem. Geologisch besonders interessant ist eine Galerie in der Felswand, an der sich vor Absinken der Kalksteinformation unter den Meeresspiegel zahlreiche Stalaktiten und vereinzelt auch Stalagmiten gebildet haben. Gemessen wurden Stalaktiten mit bis zu acht Meter Länge und annähernd zwei Meter Durchmesser.
Durch einen Fernsehfilm des französischen Meeresforschers Jacques-Yves Cousteau gilt das Great Blue Hole als bekanntester Taucherplatz Belizes. Taucher der Calypso entnahmen damals aus etwa 50 Meter Tiefe einen 2,80 Meter langen Stalaktit.
Im August 2024 kam es zu einem Haiangriff auf ein 15-jähriges Mädchen aus den Vereinigten Staaten bei einer Tauchexkursion im Blue Hole. Das Mädchen wurde von einem Hai in ihr rechtes Bein gebissen. Es überlebte den Angriff, verlor aber das Bein.